# رول آف
رول آف یا فروهِشت یا غلتش-پایین تیزبودن یک تابع انتقال با فرکانس است، به‌ویژه در تحلیل شبکه الکتریکی، و به ویژه در مخابرات با مدارهای فیلتر در انتقال بین یک باندگذر و یک باندنگذر. معمولاً برای از اتلاف جایگذاری شبکه اعمال می‌شود، اما در اصل، می‌تواند برای هر تابع مرتبط با فرکانس، و هر فناوری، نه فقط الکترونیک، اعمال شود. معمولاً فروهِشت به عنوان تابعی از فرکانس لگاریتمی اندازه‌گیری می‌شود. درنتیجه، یکاهای فروهِشت یا دسی بل بر دهه (dB/decade) هستند، که در آن یک دهه ده-برابر افزایش فرکانس است، یا دسی بل بر اکتاو (dB/8ve)، که در آن یک اکتاو دو برابری افزایش فرکانس است.
مفهوم فروهِشت از این واقعیت ناشی می‌شود که در بسیاری از شبکه‌ها فروهِشت به سمت یک گرادیان ثابت در فرکانس‌هایی که به خوبی از نقطه قطع منحنی فرکانس فاصله دارند، نشات می‌گیرد. فروهِشت عملکرد قطع چنین شبکه فیلتری را قادر می‌سازد تا به یک عدد واحد کاهش یابد. توجه داشته باشید که بسته به شکل‌باند فیلتری که درنظر گرفته‌شده‌است، فروهِشت می‌تواند با کاهش فرکانس و همچنین افزایش فرکانس رخ دهد: به عنوان مثال، یک فیلتر پایین‌گذر با افزایش فرکانس فروهِشت می‌شود، اما یک فیلتر بالاگذر یا پایین‌تر باندنگذرِ یک فیلتر میان‌گذر با فرکانس کاهش فروهِشت خواهد کرد. برای اختصار، این مقاله فقط فیلترهای پایین‌گذر را توضیح می‌دهد. این باید در روح فیلترهای نمونه‌اولیه گرفته شود. همین اصول را می‌توان با تعویض عباراتی مانند «فرکانس قطع-بالا» و «فرکانس قطع-پایین» برای فیلترهای بالاگذر اعمال کرد.

## فروهِشت مرتبه-اول

مدار فیلتر پایین‌گذر فیلتر RC مرتبه-اول.

فروهِشت یک فیلتر پایین‌گذر مرتبه-اول در ۶ دسی‌بل/اکتاو (۲۰ دسی‌بل/دهه)

یک شبکه ساده مرتبه-اول مانند یک مدار RC دارای فروهِشت ۲۰ دسی‌بل/دهه خواهد بود این تقریباً برابر است (با دقت مورد نیاز مهندسی نرمال) با ۶ دی‌بی/اکتاو و توصیف معمولی است که برای این فروهِشت ارائه می‌شود. این را می‌توان با در نظر گرفتن تابع انتقال ولتاژ، A، شبکه RC نشان داد:
{\displaystyle A={\frac {V_{o}}{V_{i}}}={\frac {1}{1+i\omega RC}}}
مقیاس‌بندی فرکانسی این به ωc = 1/ RC = ۱ و تشکیل نسبت توان می‌دهد،
{\displaystyle |A|^{2}={\frac {1}{1+\left({\omega  \over \omega _{c}}\right)^{2}}}={\frac {1}{1+\omega ^{2}}}}
در دسی‌بل این می‌شود،
{\displaystyle 10\log \left({\frac {1}{1+\omega ^{2}}}\right)}
یا به صورت تلف بیان می‌شود،
{\displaystyle L=10\log \left({1+\omega ^{2}}\right)\ \mathrm {dB} }
در فرکانس‌های بسیار بالاتر از ω = ۱، این ساده می‌شود:
{\displaystyle L\approx 10\log \left(\omega ^{2}\right)=20\log \omega \ \mathrm {dB} }
فروهِشت توسط،
{\displaystyle \Delta L=20\log \left({\omega _{2} \over \omega _{1}}\right)\ \mathrm {dB/interval_{2,1}} }
برای یک دهه این است؛ {\displaystyle \Delta L=20\log 10=20\ \mathrm {dB/decade} }
و برای یک اکتاو،
{\displaystyle \Delta L=20\log 2\approx 20\times 0.3=6\ \mathrm {dB/8ve} }

## شبکه‌های مرتبه بالاتر

فیلتر RC مرتبه چندگانه با بافر بین طبقه‌ها.

نمودار فروهِشت فیلترهای پایین‌گذر مرتبه-بالاتر که نرخ‌های مختلف فروهِشت را نشان می‌دهد

یک شبکه مرتبه بالاتر را می‌توان با آبشاری‌سازی بخش‌های مرتبه-اول باهم ساخت. اگر یک تقویت‌کننده بافر با بهره واحد بین هر بخش قرار داده شود (یا از توپولوژی فعال دیگری استفاده شود) هیچ اندرکنشی (به انگلیسی: interaction) بین طبقه‌ها وجود ندارد. در آن شرایط، برای n بخش مرتبه-اول یکسان در آبشار، تابع انتقال ولتاژ شبکه کامل داده می‌شود توسط:
{\displaystyle A_{\mathrm {T} }=A^{n}\ }
در نتیجه، کل فروهِشت توسط
{\displaystyle \Delta L_{\text{T}}=n\,\Delta L=6n{\text{ dB/8ve}}}
اثر مشابهی را می‌توان در حوزه دیجیتال با بکارگیری به‌طور مکرر الگوریتم فیلترسازی مشابه روی سیگنال به دست آورد.

مدار نردبانی پایین‌گذر LC. هر عنصر (یعنی L یا C) یک مرتبه به فیلتر و یک قطب به امپدانس نقطه راه‌اندازی اضافه می‌کند.

محاسبه تابع انتقال زمانی پیچیده‌تر می‌شود که بخش‌ها همه یکسان نباشند، یا زمانی که از ساختار توپولوژی نردبانی متداول برای شناسایی فیلتر استفاده می‌شود. در فیلتر نردبانی، هر بخش از فیلتر روی همسایگان مجاور خود اثر دارد و تأثیر کمتری بر بخش‌های دورتر دارد، بنابراین پاسخ یک An ساده نیست حتی زمانی که همه بخش‌ها یکسان هستند. با این وجود، تمام کلاس‌های فیلتر درنهایت به یک فروهِشت 6n اکتاو/دی‌بی همگرا می‌شوند از نظر تئوری در برخی فرکانس‌های به‌طور دلخواه بالا، اما در بسیاری از کاربردها این اتفاق در باند فرکانسی بدون علاقه برای آن کاربرد رخ می‌دهد و اثرات مزاحم ممکن است مدت‌ها قبل از وقوع آن شروع به غلبه کنند.

## کاربردها
فیلترهایی با فروهِشت بالا ابتدا برای جلوگیری از تداخل بین کانال‌های مجاور در سامانه‌های FDM تلفن ساخته شدند. فروهِشت در فیلترهای متقاطع بلندگوهای صوتی نیز قابل توجه است: در اینجا نیاز چندانی به فروهِشت بالا نیست، بلکه نیاز است که قسمت‌های فرکانس بالا و فرکانس-پایین متقارن و مکمل یکدیگر باشند. یک نیاز جالب برای فروهِشت بالا در دستگاه‌های EEG بوجود می‌آید. در اینجا فیلترها بیشتر به یک فروهِشت ۶ اکتاو/دی‌بی‌پایه بسنده می‌کنند، با این حال، برخی از ابزارها یک فیلتر ۳۵ هرتز تعویض‌پذیر در انتهای فرکانس بالا با یک فروهِشت سریعتر برای کمک به فیلتر کردن نویزهای تولیدشده توسط فعالیت ماهیچه ای ارائه می‌کنند.

## یادداشت
1. 1 2  J. Michael Jacob, Advanced AC circuits and electronics: principles & applications, pages 150-152, Cengage Learning 2003 شابک ‎۰−۷۶۶۸−۲۳۳۰-X.
2. ↑  Todd, pp 107–108
3. ↑  Giovanni Bianchi, Roberto Sorrentino, Electronic filter simulation & design, pages 129–130, McGraw-Hill Professional 2007 شابک ‎۰−۰۷−۱۴۹۴۶۷−۷.
4. ↑  Lundheim, L, "On Shannon and "Shannon's Formula", Telektronikk, vol. 98, no. 1, 2002, pp. 24–25.
5. ↑  Mayer et al, pp 104–105.